# Cricklewood
Cricklewood es un barrio que se expande por los municipios londinenses de Brent, Camden y Barnet. Se encuentra a 8 km (5 mi) al noroeste de Charing Cross.
Se fundó una pequeña población en el actual cruce de Cricklewood Lane y Edgware Road en 1294, que en 1321 ya aparece con el nombre de Cricklewood. El asentamiento tomó su nombre de un bosque cercano, tal vez en Cricklewood Lane, en Hendon. El nombre del bosque (wood) puede ser una tautología gramatical que significa "bosque de la colina de la colina", con la palabra del britano común cruc (que significa colina) formando el primer elemento, y hyll del inglés antiguo (que también significa colina) el segundo elemento.